# گل‌بهی (رنگ)
گل‌بهی
در راست رنگ وب گل‌بهی نشان داده شده‌است.
نام رنگ گل‌بهی نخست در سال ۱۹۸۷ به کار رفت، زمانی که این رنگ به عنوان یکی از رنگ‌های X11 colors فرموله شد که در دههٔ ۱۹۹۰ میلادی به عنوان Web X11 web colors شناخته شد. این رنگ در کد اچ‌تی‌ام‌ال به شکل mistyrose برای نمایش کامپیوتری نوشته شده‌است